# Грязновка (Тербунский район)
Грязно́вка — деревня в Тербунском районе Липецкой области России. Входит в состав Покровского сельсовета.

## География
Деревня находится в юго-западной части Липецкой области, в лесостепной зоне, в пределах Среднерусской возвышенности, на правом берегу реки Олым, на расстоянии примерно 16 км (по прямой) к северо-западу от села Тербуны, административного центра района. Абсолютная высота — 173 м над уровнем моря.
Климат
Климат умеренно континентальный с теплым летом и умеренно морозной зимой. Годовое количество осадков — 450—500 мм. Средняя температура января составляет −9,5 °С, июля — +19,5 °С.
Часовой пояс
Деревня Грязновка, как и вся Липецкая область, находится в часовой зоне МСК (московское время). Смещение применяемого времени относительно UTC составляет +3:00.

## Население
| 2009 | 2010 |
| ---- | ---- |
| 209  | ↘177 |

Гендерный состав
По данным Всероссийской переписи населения 2010 года, в гендерной структуре населения мужчины составляли 45,8 %, женщины — соответственно 54,2 %.
Национальный состав
Согласно результатам переписи 2002 года, в национальной структуре населения русские составляли 99 % из 211 чел.

## Улицы
Уличная сеть деревни состоит из двух улиц (Лесная и Луговая).